# Licínio de Almeida
Licínio de Almeida är en kommun i Brasilien.   Den ligger i delstaten Bahia, i den östra delen av landet, 600 km öster om huvudstaden Brasília. Antalet invånare är 12 320.
Omgivningarna runt Licínio de Almeida är huvudsakligen savann. Runt Licínio de Almeida är det glesbefolkat, med 12 invånare per kvadratkilometer.